# زولا (لوئیزیانا)
زولا (به انگلیسی: Zwolle) شهری در ایالت لوئیزیانا کشور ایالات متحده آمریکا است که جمعیت آن در سرشماری سال ۲۰۱۰ میلادی، ۱٬۷۵۹ نفر بوده‌است.